# Арушанов, Эрнест Константинович
Эрнест Константинович Арушанов (род. 4 февраля 1941, Баку) — советский и молдавский физик-экспериментатор, действительный член Академии наук Молдовы.

## Биография
Родился и вырос в Баку, где в 1958 году окончил школу. Сразу после окончания школы приехал в Кишинёв, где поступил в Кишинёвский государственный университет на физико-математический факультет. В 1963 году, после успешного окончания университета, он поступил в аспирантуру, результатом которой явилась кандидатская диссертация в области физики полупроводниковых соединений(1969). В период с 1967 по 1986 год работает научным сотрудником в Институте Прикладной Физики, АН Молдавской ССР, под началом Сергея Ивановича Радауцана. Член КПСС. Тогда же, в 1984 году, защищает докторскую диссертацию. С 1986 по 1988 — заведующий в созданной им же лаборатории узкозонных материалов. В 1988 назначен на пост заместителя директора Института прикладной физики. В 1989 Арушанову присуждают звание профессора, а в 1992 он был избран членом-корреспондентом Академии наук Молдовы.
После распада СССР Эрнест Арушанов вносит неоценимый вклад в сохранение дееспособности института, привлекая иностранные инвестиции для дальнейшего развития молдавской науки в целом и для развития физики в частности. В 1997 году оставляет пост заместителя директора и становится заведующим лаборатории материалов и структур для солнечных элементов.
В 2000 году на общем собрании Ассамблеи Академии наук Молдовы Эрнест Константинович Арушанов был избран её действительным членом.

## Педагогическая деятельность

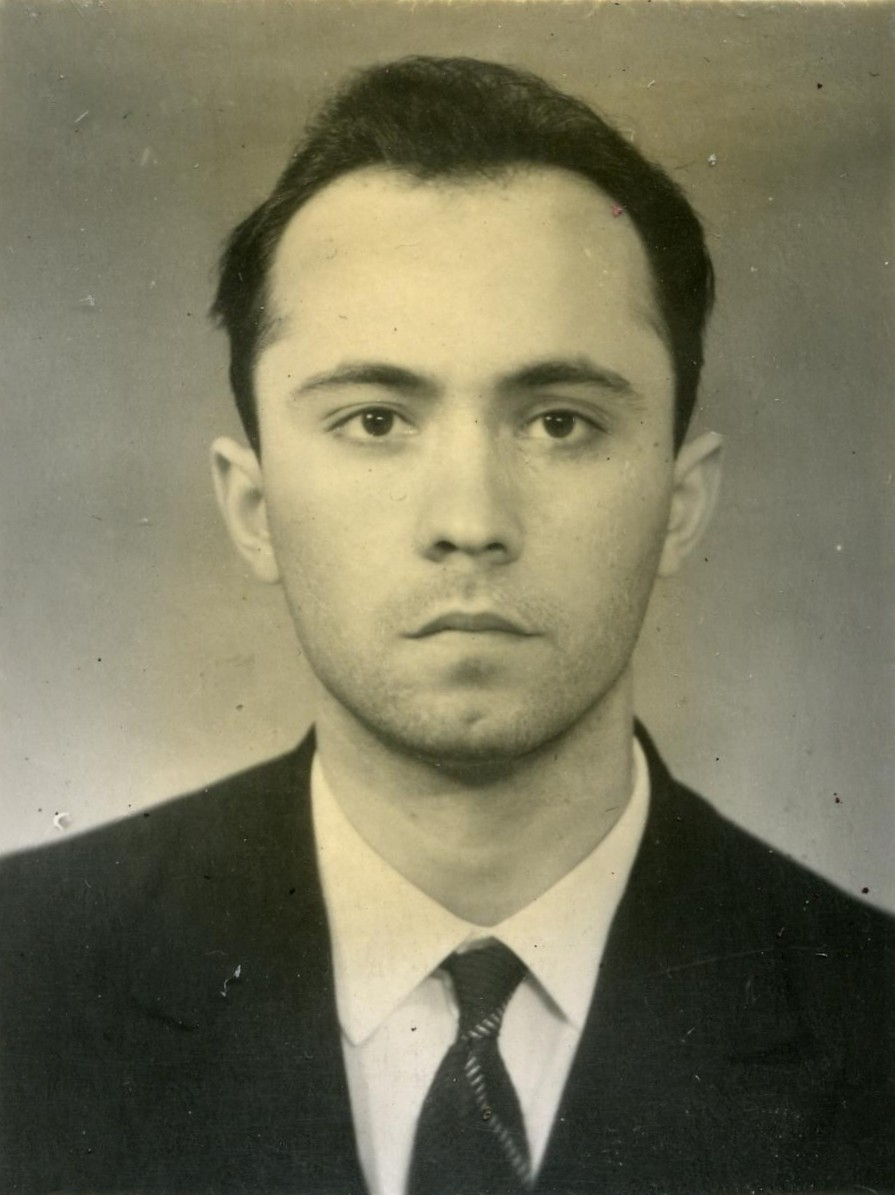
Арушанов Эрнест в молодые годы.

Преподавательский опыт Арушанова Э. К. насчитывает более 40 лет. Так первый курс по физике полупроводников он читал в Кишинёвском политехническом институте имени Сергея Лазо в период с 1970 по 1972 год. В дальнейшем там же, тогда ещё доцент, Арушанов читает курс лекций по материаловедению и физике полупроводников (1986—1988).
Распад Советского Союза открыл дорогу советским профессорам и учёным на запад, чем не преминул воспользоваться Арушанов Э. К. В 1993—1994 годах он проводит семинарские занятия по физике полупроводников в Констанцском университете, Германия. Далее следуют приглашения во Францию, где Арушанову предлагают читать курс по Физике, сначала в 1995 и 1996 в университете Поля Сабатье в Тулузе, а затем в 2002 в Парижском университете. Также Эрнест Арушанов в различное время читал лекции в качестве приглашённого профессора в профильных институтах и университетах Австрии, Англии, Голландии, Испании, Канады, Польши, Сингапура и Швейцарии.
С 1974 года Арушанов Эрнест Константинович подготовил 15 кандидатов наук, и продолжает передавать свои знания нынешним аспирантам.

## Научная деятельность

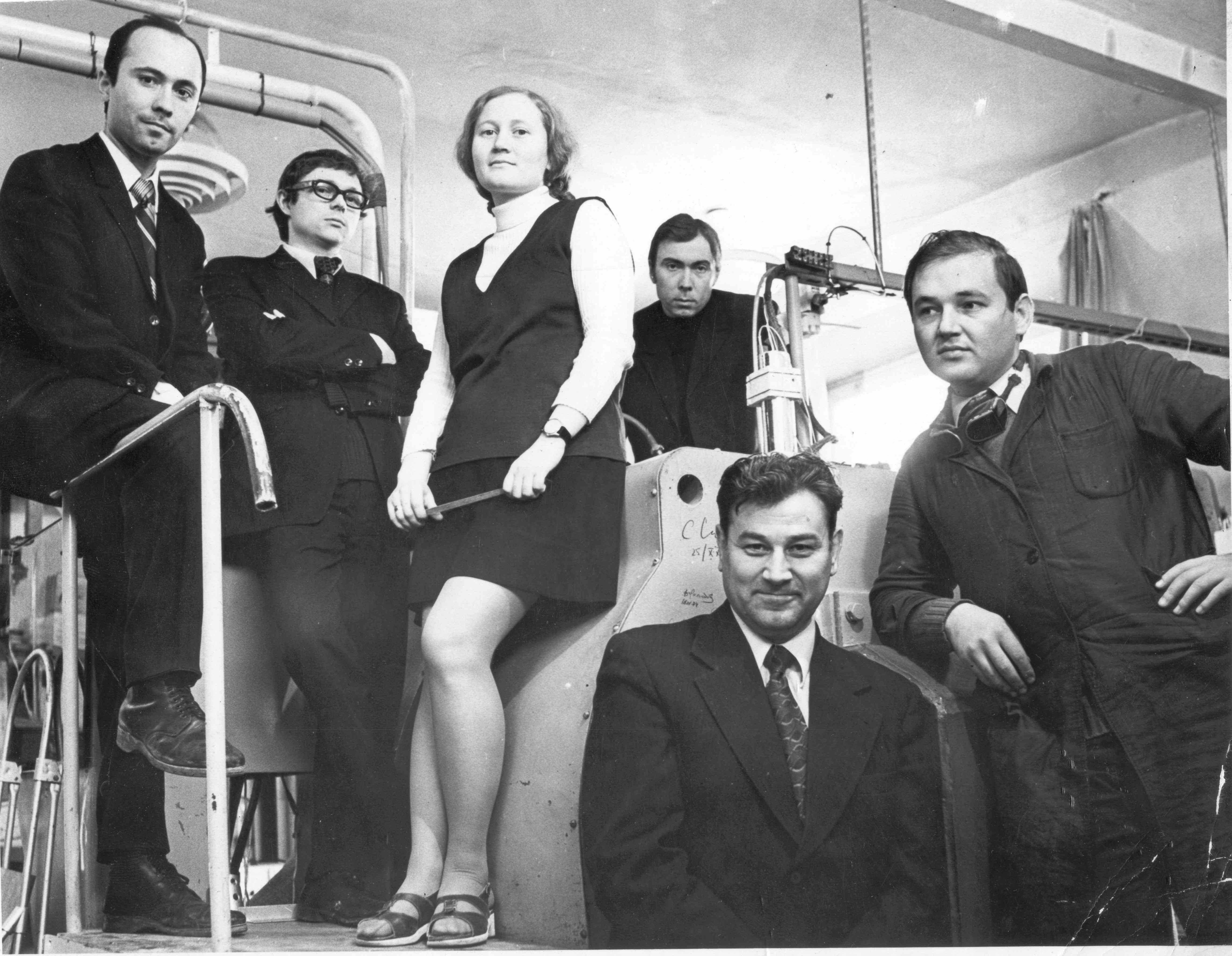
Работники Лаборатории сложных полупроводников (слева-направо: Арушанов Эрнест Константинович, Пругло Владимир Иванович, Лукьянова Людмила Николаевна, Натепров Александр Николаевич, Радауцан Сергей Иванович (зав. лабораторией), Самусь Дмитрий Павлович).

Сферы научных интересов Эрнеста Константиновича Арушанова крайне многообразны, однако все же основу его трудов составляют работы по теории явлений переноса в различных полупроводниковых соединений. Об этом свидетельствуют обе его диссертации, как кандидатская так и докторская.
Кандидатская диссертация Арушанова Э. К. «Исследование эффекта переноса в монокристаллах сурьмянистого кадмия» была написана благодаря работе в лабораториях Кишинёвского государственного университета и Физико-технического института им. А. Ф. Иоффе (Ленинград). Научным руководителем был один из лучших профессоров КГУ, тогда ещё доцент и кандидат физико-математических наук, Андроник Иван Константинович. Стоит отметить, что одним из официальных оппонентов выступил будущий действительный член трёх академий наук (Нью-Йоркской, Азербайджанской и Международной академии экоэнергетики) и достаточно известный учёный в области физики полупроводников Максуд Исфандияр оглы Алиев, он же стал оппонентом и в ходе защиты Арушановым его докторской диссертации («Явления переноса и зонная структура полупроводников A23B52 и A2B5 на основе кадмия»). Вторым оппонентом на защите докторской диссертации стал лауреат Государственной премии СССР, доктор физико-математических наук, профессор [Регель, Анатолий Робертович].

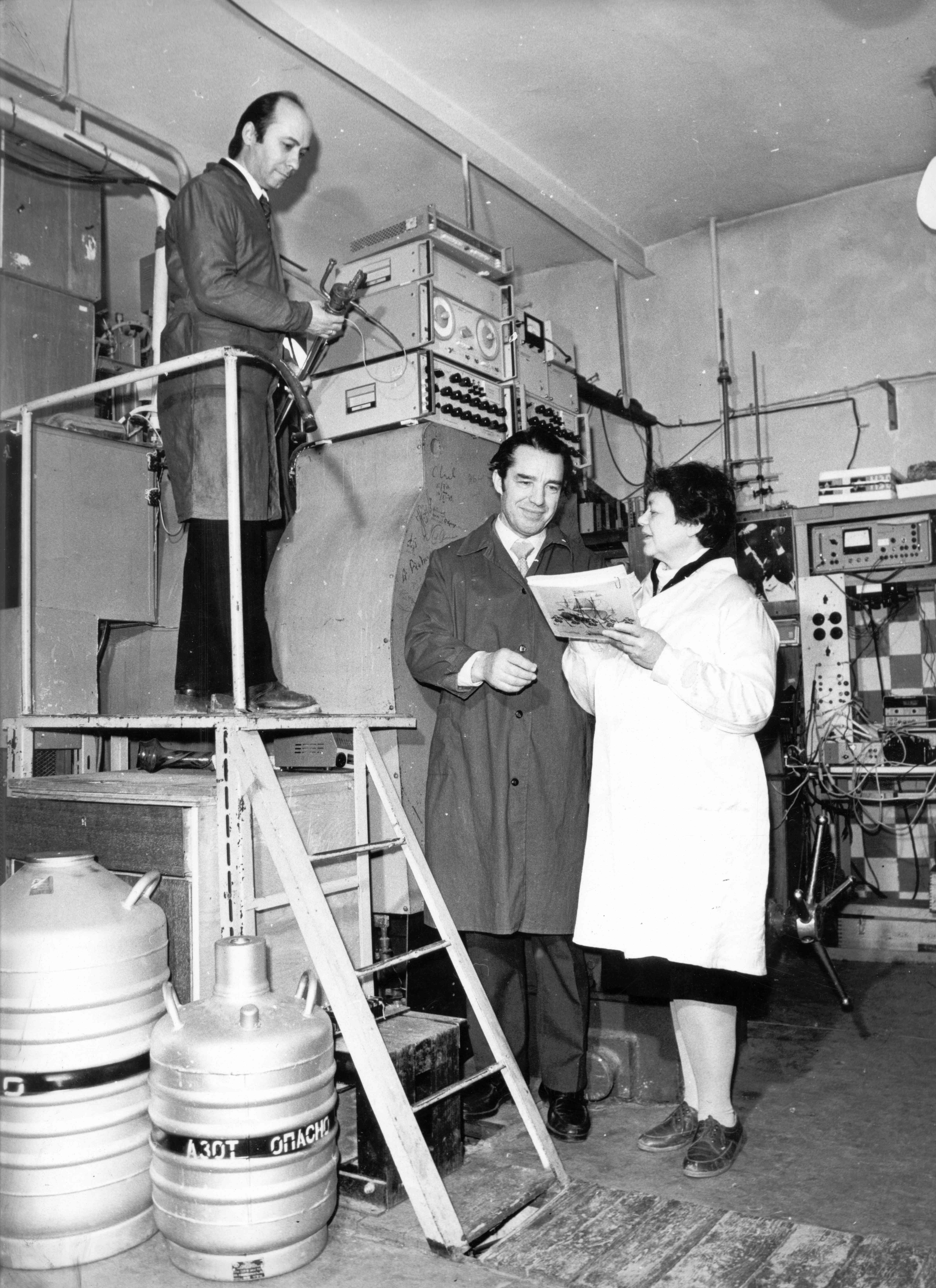
Арушанов Эрнест Константинович во время работы с сильными магнитными полями.

Докторская диссертация Эрнеста Арушанова заложила начало нового научного направления в физике и материаловедении полупроводников — получение монокристаллов, определение зонной структуры, механизмов рассеяния носителей заряда и пути практического применения полупроводников A23B52 и A2B5 на основе кадмия.
За все время своей научной деятельности Э. К. Арушанов получил 12 патентов, опубликовал 6 монографий и более 300 научных статей в различных национальных и международных журналах, посвящённых росту кристаллов, электрическим, оптическим и магнитным характеристикам материалов для солнечной энергетики, термоэлектричества, оптоэлектроники, спинтроники и сверхпроводников.
В настоящее время основным родом деятельности Эрнеста Константиновича является нахождение новых абсорбирующих материалов для солнечных элементов, чем он с успехом занимается в возглавляемой им лаборатории материалов и структур для солнечной энергетики. Однако, будучи известным учёным в области исследования свойств полупроводниковых соединений, Эрнест Арушанов является частым приглашённым в лаборатории различных стран (среди которых Германия, Испания, Франция и многие другие), где он участвует в совершенно разнообразных исследованиях.

## Награды и премии
Лауреат Государственной премии Молдавской ССР в области науки и техники за достижения в сфере материаловедения и физики полупроводников (1983).
Лауреат Национальной премии Молдовы в области науки и техники за достижения в сфере тройных и многокомпонентных соединений (1998).
В 2001 году Арушанов Эрнест Константинович удостоен звания «Om Emerit» за заслуги в развитии молдавской науки.